# Ciclo irregolare
Il ciclo irregolare è un disordine mestruale la cui manifestazione include cicli di lunghezza irregolare ma anche metrorragia (perdite ematiche vaginali fra due cicli previsti).

## Cicli irregolari
Il ciclo irregolare è una variazione anormale della durata del ciclo mestruale di una donna. Una donna solitamente subisce delle variazioni nella durata del ciclo fino a un massimo di otto giorni fra il ciclo più lungo e il ciclo più corto. Una variazione della durata del ciclo mestruale compresa fra gli otto e i 20 giorni è considerata moderatamente irregolare mentre una variazione di 21 giorni o superiore è considerata molto irregolare.
In alternativa, un singolo ciclo mestruale può essere definito irregolare se è più corto di 21 giorni, oppure più lungo di 36 giorni. Tuttavia, se essi sono regolarmente più corti di 21 giorni, oppure più lunghi di 36 (o 35) giorni, queste patologie sono chiamate rispettivamente polimenorrea o oligomenorrea.

## Altre tipologie
Altri tipi di patologie che possono essere chiamate "cicli mestruali irregolari" includono:
- Metrorragia, che generalmente si riferisce a perdite ematiche vaginali che si verificano fra due cicli mestruali previsti.[4] La differenza fra durata del ciclo irregolare e metrorragia non è sempre chiara e può dipendere da come si guarda alla perdita ematica: se essa segnala il ciclo mestruale si parla di "ciclo irregolare", oppure se è separata da esso si parla di "metrorragia".
- Oligomenorrea generalmente si riferisce a cicli mestruali poco frequenti,[3] Più precisamente, si tratta di cicli mestruali che si presentano ad intervalli di tempo superiori ai 35 giorni, con un numero di clicli compresi fra i quattro e i nove nell'arco di un anno.[3] Inoltre, i cicli mestruali dovevano essere regolari precedentemente alla comparsa di un flusso insolito[3] e spesso (ma non sempre) a intervalli irregolari. Contrariamente ai "cicli irregolari", l'intervallo di tempo fra un ciclo e il successivo può essere costante ma essere comunque considerato "irregolare" quando paragonato alla durata del ciclo mestruale di una donna senza oligomenorrea. Nonostante questo, anche le donne che soffrono di oligomenorrea presentano spesso cicli irregolari.
- Polimenorrea è il termine medico per cicli mestruali a intervalli di 21 giorni o meno. Questa patologia può essere considerata come l'opposto dell'oligomenorrea.